# Domeniu de definiție

O funcție f definită pe mulțimea X și cu valori în Y. X este domeniul de definiție al funcției f.

În matematică, domeniul de definiție reprezintă mulțimea valorilor pentru care o funcție este definită. În cadrul unei funcții f: X → Y, domeniul de definiție este X. 